# الگا بونچیک
اُلگا بونچیک (لهستانی: Olga Bończyk؛ زادهٔ ۱۶ ژانویه ۱۹۶۸) بازیگر و خواننده اهل لهستان است.
از فیلم‌ها یا مجموعه‌های تلویزیونی که وی در آن‌ها نقش داشته است، می‌توان به کشیشان، عشق اول، کلبه جنگلی، در خیابان سپولنی، پدر متیو، رنگ‌های خوشبختی و در خوشی و سختی اشاره نمود.